# George Finlay
George Finlay, född den 21 december 1799 i Faversham, Kent, död den 26 januari 1875 i Aten, var en skotsk historieskrivare och filhellen.
Finlay begav sig 1823 till Grekland och vistades där som filhellenismens trogne förkämpe ända till sin död. Bland Finlays skrifter märks A history of Greece from its conquest by the Romans to the present time (7 band, 1877), alltjämt huvudframställningen av den senare grekiska och bysantinska historien.